# John Nicks
John Nicks (né le 22 avril 1929 à Brighton en Angleterre), est un patineur artistique britannique de couple.
Il a fait équipe avec sa sœur Jennifer Nicks avec qui il a remporté les championnats d'Europe et du monde en 1953.

## Biographie

### Carrière sportive
John Nicks partage le même amour pour le patinage sur glace que sa sœur Jennifer Nicks. Issus d'une famille sportive (leurs parents pratiquaient l'athlétisme), cela leur a permis de transformer cette inclination sportive en réalité. Ils vont pratiquer le patinage artistique en couple. Ils s'entraînent au Sports Stadium de Brighton sous la direction de Éric Hudson et Gladys Hogg. Parallèlement à ses activités sportives, John fait son service militaire entre 1948 et 1950 dans le régiment royal du Sussex et le régiment royal du Middlesex, avec lesquels il a servi à Hong Kong.
Ils remportent le titre national britannique à six reprises entre 1948 et 1953.
Sur le plan international, ils remportent quatre médailles européennes sur leurs sept participations, et quatre médailles mondiales sur six participations. L'année 1953 marque leur consécration puisqu'ils remportent le titre européen à Dortmund et le titre mondial à Davos. Ils sont encore les seuls britanniques à avoir remporté une médaille d'or européenne et une médaille d'or mondiale dans la catégorie des couples.
Ils ont également représenté leur pays à deux olympiades: 8e aux Jeux de 1948 à Saint-Moritz, ils remontent à la 4e place des Jeux de 1952 à Oslo.
Ils quittent le patinage amateur en juillet 1953 après leur titre mondial.

### Reconversion
Le couple décide de continuer le patinage avec les professionnels. Ils participent à de nombreux spectacles et compétitions professionnelles.
John s'installe à Los Angeles en 1961 pour poursuivre une carrière d'entraîneur. Il a été un des formateurs de premier plan de nombreux patineurs américains. Parmi les plus connus, on peut citer : Peggy Fleming, Angela Nikodinov, JoJo Starbuck et Kenneth Shelley, Tai Reina Babilonia et Randy Gardner, Tiffany Chin, Christopher Bowman, Natasha Kuchiki, Jenni Meno et Todd Sand, Kristi Yamaguchi et Rudy Galindo, Naomi Nari Nam ou Sasha Cohen.

## Palmarès
| Compétition                     | 1947 | 1948 | 1949 | 1950 | 1951 | 1952 | 1953 |  |  |  |  |  |  |  |
| Jeux olympiques d'hiver         |      | 8e   |      |      |      | 4e   |      |  |  |  |  |  |  |  |
| Championnats du monde           |      | 8e   | 6e   | 2e   | 3e   | 3e   | 1er  |  |  |  |  |  |  |  |
| Championnats d’Europe           | 6e   | 5e   | 6e   | 3e   | 3e   | 2e   | 1er  |  |  |  |  |  |  |  |
| Championnats de Grande-Bretagne |      | 1er  | 1er  | 1er  | 1er  | 1er  | 1er  |  |  |  |  |  |  |  |
|                                 |      |      |      |      |      |      |      |  |  |  |  |  |  |  |